# Juvigny-sur-Orne
Juvigny-sur-Orne település Franciaországban, Orne megyében. Lakosainak száma 119 fő (2022. január 1.). Juvigny-sur-Orne Sai, Argentan, Aunou-le-Faucon és Boischampré községekkel határos.

## Népesség
A település népességének változása:
| Lakosok száma | 114  | 109  | 118  | 119  | 124  | 126  | 130  | 132  | 119  |
|               | 2013 | 2015 | 2016 | 2017 | 2018 | 2019 | 2020 | 2021 | 2022 |